# Strugi Krasnyje
Strugi Krasnyje (russisch Стру́ги Кра́сные) ist eine Siedlung städtischen Typs in der Oblast Pskow in Russland mit 8447 Einwohnern (Stand 14. Oktober 2010).

## Geographie
Der Ort liegt knapp 70 km Luftlinie nordöstlich des Oblastverwaltungszentrums Pskow, einige Kilometer vom linken Ufer des linken Pljussa-Nebenflusses Kureja entfernt.
Strugi Krasnyje ist Verwaltungszentrum des Rajons Strugo-Krasnenski sowie Sitz der Stadtgemeinde (gorodskoje posselenije) Strugi Krasnyje, zu der außerdem die Städtchen (mestetschko) Orlowa Gora (5 km nordnordwestlich) und Wladimirski Lager (7 km südsüdwestlich, eine Militärsiedlung bei einem Übungsplatz der russischen Streitkräfte) gehören.

## Geschichte
1498 wurden erstmals die im Bereich der heutigen Siedlung gelegenen Dörfer Belaja und Strugi erwähnt. Beim Bau der Petersburg-Warschauer Eisenbahn ab 1856 wurde dort die Station Belaja errichtet. 1905 wurde sie in Strugi-Belaja umbenannt, auch um Verwechslungen mit anderen Stationen namens Belaja im russischen Bahnnetz zu vermeiden.
Am 2. September 1919 wurde die Station mit ideologischem Hintergrund in Strugi-Krasnyje umbenannt: Belaja bedeutet „weiße“, Krasnyje „rote“, was hier auf die „Weißen“ und die „Roten“ im Russischen Bürgerkrieg bezogen wurde. Der Name ging auch auf die mittlerweile zusammengewachsene Ortschaft über, die am 16. Juni 1925 den Status einer Siedlung städtischen Typs erhielt. 1927 wurde sie Verwaltungssitz des neu geschaffenen, nach ihr benannten Rajons.
Im Zweiten Weltkrieg war Strugi Krasnyje vom 12. Juli 1941 bis 23. Februar 1944 von der deutschen Wehrmacht besetzt.

### Bevölkerungsentwicklung
| Jahr | Einwohner |
| ---- | --------- |
| 1939 | 5118      |
| 1959 | 4669      |
| 1970 | 6138      |
| 1979 | 6718      |
| 1989 | 7067      |
| 2002 | 8762      |
| 2010 | 8447      |

Anmerkung: Volkszählungsdaten (ab 2002 Gemeinde)

## Verkehr
Im Ort befindet sich der Bahnhof Strugi-Krasnyje bei Kilometer 206 der auf diesem Abschnitt 1859 eröffneten Eisenbahnstrecke Sankt Petersburg – Pskow – Daugavpils (Lettland), die als Teil der Verbindung nach Warschau als eine der ersten Fernstrecken des Russischen Kaiserreichs errichtet wurde.
Durch die Siedlung führt die Regionalstraße 58K-366, die gut 25 km südwestlich von der föderalen Fernstraße R23 Sankt Petersburg – Pskow – belarussische Grenze (Teil der Europastraße 95) abzweigt und der Bahnstrecke folgt, von Strugi Krasnyje weiter bis in das nordöstlich benachbarte Rajonzentrum Pljussa. In Strugi Krasnyje zweigt in nordwestlicher Richtung die 58K-364 nach Ljady im äußersten Norden der Oblast ab.

## Persönlichkeiten
- Alexandra Machrowskaja (1917–1997), Architektin, Stadtplanerin und Städtebauerin